# ون هو لي
ون هو لي (بالإنجليزية: Wen Ho Lee)‏ (مولود في 21 ديسمبر 1939) هو عالم تايواني-أمريكي كان يعمل في جامعة كاليفورنيا في مختبر لوس ألاموس الوطني في نيو مكسيكو. ابتكر عمليات محاكاة للانفجارات النووية لأغراض البحث العلمي، وكذلك لتحسين سلامة وموثوقية الترسانة النووية الأمريكية. وجهت هيئة محلفين كبرى الاتهام له بسرقة أسرار حول الترسانة النووية للولايات المتحدة لصالح جمهورية الصين الشعبية في ديسمبر 1999.
بعد أن عجز المحققون الفيدراليون عن إثبات هذه الاتهامات الأولية، أجرت الحكومة تحقيقًا منفصلاً وتمكنت في النهاية من إثبات تهمة واحدة موجهة إلى لي بالتعامل غير الملائم مع البيانات المقيَّدة، وهي واحدة من 59 تهمة أصلية، أقر بها ضمن تسوية لتخفيف العقوبة. في يونيو 2006، حصل لي على 1.6 مليون دولارًا من الحكومة الفيدرالية وخمس مؤسسات إعلامية ضمن تسوية لدعوى مدنية قدمها ضدهم لتسريب اسمه إلى الصحافة قبل توجيه أي تهم رسمية ضده. اعتذر القاضي الفيدرالي جيمس إيه. باركر في النهاية من لي لحرمانه من الإفراج عنه بكفالة ووضعه في السجن الانفرادي. وأثار غضب الحكومة لسوء تصرفه وتشويهه لصورة المحكمة.

## النشأة
ولد ون هو لي في 21 ديسمبر 1939 لعائلة من الهوكلو في تايوان خلال حكم اليابان. تخرج من مدرسة كيلونغ الثانوية في الجزء الشمالي من الجزيرة في عام 1959، والتحق بعد ذلك بجامعة تشنغ كونغ الوطنية في تاينان، حيث تخرج بعد نيل بكالوريوس العلوم في الهندسة الميكانيكية في عام 1963.
في كتابه «ماي كنتري فرسس مي»، يصف لي الحياة بأنها قاسية. توفي والده حين كان صغيرًا جدًا. عانت والدته من الربو وانتحرت في النهاية حتى لا «تثقل كاهل» الأسرة. كان صبيًا صغيرًا في تايوان عندما قمعت قوات جمهورية الصين بعنف حادثة 28 فبراير عام 1947. وُضعت تايوان تحت الأحكام العرفية. مات شقيقه حين كان مجندًا وزُعِم أن ضباطه لم يسمحوا له بتناول الدواء.  تغلب لي على هذه الظروف. كان لديه ما وصفه بأنه معلم رائع في الصف السادس شجع قدراته الفكرية. في النهاية، شق طريقه إلى الجامعة، وأصبح مهتمًا بديناميكا السوائل ودرس الهندسة الميكانيكية في الجامعة.

## التعليم العالي والعمل
قدِم لي إلى الولايات المتحدة في عام 1965 لمواصلة دراساته في الهندسة الميكانيكية في جامعة تكساس إيه آند إم. حصل على الدكتوراه في الهندسة الميكانيكية في تخصص ميكانيك السوائل في عام 1969 وأصبح مواطناً أمريكياً في عام 1974. وعمل في شركات البحوث الصناعية والحكومية قبل أن ينتقل إلى نيو مكسيكو في عام 1978. عمل بصفة عالم في تصميم الأسلحة في مختبر لوس ألاموس الوطني في الرياضيات التطبيقية وديناميكيا السوائل من ذلك العام وحتى عام 1999. ابتكر برامج المحاكاة للتفجيرات النووية، والتي استخدمت لاكتساب الفهم العلمي والمساعدة في الحفاظ على سلامة وموثوقية ترسانة الأسلحة النووية الأمريكية.

## التحقيق الحكومي
سُمّي لي علانية من قبل مسؤولي وزارة الطاقة في الولايات المتحدة، ومن بينهم وزير الطاقة بيل ريتشاردسون، باعتباره مشتبهًا به في سرقة وثائق سرية متعلقة بالسلاح النووي من لوس ألاموس. انتقد مجلس الشيوخ ريتشاردسون بسبب تعامله مع التحقيق في التجسس لعدم الإدلاء بالشهادة أمام الكونغرس على الفور. كان ريتشاردسون غير صادق تمامًا حين رد بالقول إنه كان ينتظر الكشف عن مزيد من المعلومات قبل التحدث إلى الكونغرس.
في 10 ديسمبر 1999، أُلقي القبض على لي، ووجهت له 59 تهمة، ووضع في السجن الانفرادي دون السماح له بالحصول على كفالة لمدة 278 يومًا حتى 13 سبتمبر 2000، عندما قبِلَ صفقة من الحكومة الفيدرالية. أُطلق سراح لي بعد أن تعذّر إثبات قضية الحكومة ضده. أُثبتت في النهاية تهمة واحدة فقط ضده بسوء التعامل مع الوثائق الحساسة وهي تهمة لم تتطلب السجن الانفرادي قبل المحاكمة، أُسقطت التهم 58 الأخرى.
أصدر الرئيس بيل كلينتون اعتذارًا علنيًا للي بسبب سوء معاملته من قبل الحكومة الفيدرالية أثناء التحقيق. رفع لي دعوى قضائية للحصول على أسماء الموظفين الذين سربوا اسمه إلى الصحافة قبل توجيه التهم ضده. أثارت قضية لي قضايا مشابهة كقضية فاليري بلام، حول ما إذا كان ينبغي على الصحفيين الكشف عن مصادرهم مجهولة المصدر في المحاكمات القانونية. سُويت دعوى لي من قبل الحكومة الفيدرالية في عام 2006 قبل أن تقرر المحكمة العليا ما إذا كانت ستستمع إلى القضية أم لا. وقال القاضي الفيدرالي الذي نظر في القضية خلال استئناف سابق إن «كبار صانعي القرار في السلطة التنفيذية... أحرجوا أمتنا بأكملها وكل مواطن منا».

### عملية الروح القريبة
بعد أن أعطى عميل مخابرات من جمهورية الصين الشعبية عملاء الولايات المتحدة أوراقًا تشير إلى أن الصين كانت على علم بتصميم رأس حربي نووي أمريكي حديث يدعى (W-88)، فتح مكتب التحقيقات الفيدرالي تحقيقًا يحمل اسم «عملية الروح القريبة» للنظر في كيفية حصول الصين على هذا التصميم.
في عام 1982، سُجلت مكالمة للي عبر التنصت على مكالماته الهاتفية مع عالم تايواني أمريكي آخر اتُهم بالتجسس. عرض لي على العالم أن يعرف من قام بتسليمه. وحين واجه مكتب التحقيقات الفيدرالي لي بهذا الحادث، أنكر لي معرفته بالعالم، إلى أن أظهر مكتب التحقيقات الفيدرالي دليلاً على المحادثة. على الرغم من بعض الأدلة التي يمكن أن تترك القضية مفتوحة، أغلق مكتب التحقيقات الفيدرالي هذا الملف في عام 1984.
لم يلفت لي انتباه مكتب التحقيقات الفيدرالي مرة أخرى طوال 12 عامًا حتى عام 1998. فقدَ مكتب التحقيقات الفيدرالي الملف الخاص بلي والمقابلات معه في عامي 1983 و1984، وكان عليهم إعادة بناء تلك المعلومات. في عام 1994، زار وفد من العلماء الصينيين مختبر لوس ألاموس الوطني مع وجود إمكانية غير معلن عنها للاجتماع. وكان أحد العلماء الزائرين الدكتور هو سايد، رئيس الأكاديمية الصينية لفيزياء الهندسة. الذي كان له دور في تصميم سلاح صغير يشبه (W-88). وعلى الرغم من عدم الإعلان عن الزيارة، حضر لي إلى الاجتماع دون دعوة. ما أثار شكوك المسؤولين في مختبر لوس ألاموس الوطني الذين اتصلوا بمكتب التحقيقات الفيدرالي، وفُتح تحقيق آخر مع لي. في 23 ديسمبر 1998، خضع لي لاختبار كشف الكذب من قبل شركة فاكنهوت، وهي شركة متعاقدة مع وزارة الطاقة. لم يعرف لي السبب وراء ذلك، سوى أن الأمر متعلق برحلته الأخيرة إلى الصين لمرافقة ابن أخيه. خلال الاستجواب، اعترف بأنه التقى بالدكتور هو سايد في غرفة فندق في عام 1988 وأن سايد طلب منه معلومات سرية، وهو ما رفض مناقشته.
اعترف لي بأنه لم يبلغ عن هذا الاتصال من أفراد يطلبون معلومات سرية كما تملي لوائح الأمان. قيل له إنه اجتاز الاختبار، ولكنه جُرّد من التصريح Q إلى القسم X في المختبر الوطني في ألاباموس. على الرغم من أنه تساءل عن هذا الإجراء ضده، حذف لي المعلومات السرية التي احتفظ بها على أجهزة الكمبيوتر الخاصة به، وانتقل إلى المنطقة T (غير السرية). خضع لاحقًا لثلاثة اختبارات لكشف الكذب قبل أن يخبره عملاء مكتب التحقيقات الفيدرالي أن إعادة تقييم نتائج الاختبارات أظهرت أن لي فشل فيها جميعًا.
في يناير، نشرت صحيفة وول ستريت جورنال مقالة عن التحقيق، تحت عنوان «حصلت الصين على بيانات سرية حول الرؤوس الحربية الأمريكية، كبير المشتبه بهم عالم في مختبر الأسلحة التابع لوزارة الطاقة»، دون تسمية المشتبه به. في 6 مارس، نشرت صحيفة نيويورك تايمز مقالة عن قضية (W-88)، «سرقت الصين الأسرار النووية للقنابل، يقول مساعدون أمريكيون»،  دون تسمية المشتبه به أيضًا. طلب المسؤولون الحكوميون تأجيل نشر الصحيفة للمقالة، وأجلت صحيفة نيويورك تايمز نشرها ليوم واحد، قائلةً إنها ستفكر في مزيد من التأخير إذا طلب منها مدير مكتب التحقيقات الفيدرالي ذلك، وهو ما لم يحدث.
أجرى مكتب التحقيقات الفيدرالي مقابلة مع الدكتور لي في 5 مارس، الذي وافق على تفتيش مكتبه. في 8 مارس 1999، فُصل لي من عمله في مختبر لوس ألاموس الوطني بسبب فشله في المحافظة على المعلومات السرية بشكل آمن. ومع ذلك، سرعان ما حدد محققو مكتب التحقيقات الفيدرالي أن بيانات التصميم التي حصلت عليها جمهورية الصين الشعبية لم يكن من الممكن أن تأتي من مختبر لوس ألاموس، لأنها معلومات يمكن أن تُتاح فقط لشخص من المتلقين النهائيين، وهذا يعني أن الشخص المعني يعمل في مرحلة الإنتاج النهائية للرؤوس الحربية، ولا تنشأ هذه المعلومات إلا بعد مغادرة مختبر لوس ألاموس.
على الرغم من أن ذلك ترك ون هو لي بريئًا، فإن مكتب التحقيقات الفيدرالي واصل محاولاته للعثور على أدلة على تورط لي في التجسس لصالح جمهورية الصين الشعبية. عمل 60 عميلًا وأكثر في قضية لي، لإثبات جاسوسيته. نفذ مكتب التحقيقات الفيدرالي بحثًا في منزل لي في 10 أبريل، وصادر كل ما يتعلق بأجهزة الكمبيوتر أو الحوسبة، وأي شيء فيه تدوينات مكتوبة باللغة الصينية. بعد ذلك قرر مكتب التحقيقات الفيدرالي ووزارة الطاقة إجراء فحص شرعي كامل لجهاز الحاسوب في مكتب لي. خلص فحص الحاسوب إلى أن لي نسخ ملفات العمل الخاصة به، والتي كانت مقيدة على الرغم من أنها غير سرية، على أشرطة، ونقل هذه الملفات من نظام يُستخدم لمعالجة البيانات السرية إلى نظام آخر آمن مخصص للبيانات غير السرية.